# تريفور غوت
تريفور غوت (بالإنجليزية: Trevor Gott)‏ هو لاعب كرة قاعدة أمريكي، ولد في 26 أغسطس 1992 في ليكسينغتون في الولايات المتحدة.

## وصلات خارجية
- تريفور غوت على موقع دوري كرة القاعدة الرئيسي (الإنجليزية)
- تريفور غوت على موقعبيزبول رفرنس.كوم (الدوري الرئيسي) (الإنجليزية)
- تريفور غوت على موقعبيزبول رفرنس.كوم (الدوري الثانوي) (الإنجليزية)
- تريفور غوت على موقع إي إس بي إن.كوم (أم.أل.بي) (الإنجليزية)
- تريفور غوت على موقع مشجعي الرسوم البيانية (الإنجليزية)